# Pic casqué
Celeus galeatus
Espèce
Statut de conservation UICN

 VU A2c+3c+4c;C2a(i) : Vulnérable
Le Pic casqué (Celeus galeatus) est une espèce d'oiseaux de la famille des Picidae, dont l'aire de répartition s'étend sur un territoire réduit à la limite du Brésil, du Paraguay et de l'Argentine.

## Taxinomie
D'après le Congrès ornithologique international, c'est une espèce monotypique.